# Kraina wiecznej młodości
Kraina wiecznej młodości (rum. Tinerețe fără bătrânețe) – rumuński film fantasy z 1969 roku w reżyserii Elisabety Bostan i Nicolae Codrescu na podst. baśni Wieczna młodość i wieczne życie zebranej przez Petre Ispirescu i wprowadzonej do jego zbioru Legende sau basmele românilor (1872).

## Obsada
- Mircea Breazu – młodzieniec
- Anna Széles – królewna Zina
- Emanoil Petruț –
  - król Krainy Młodości,
  - Dziadek Czas
- Carmen Stănescu – królowa Krainy Młodości
- Ioan Tugearu – książę Krainy Kłamstwa
- Nicolae Brancomir – mędrzec
- Nicolae Secăreanu – król Krainy Kłamstwa
- Mihai Pălădescu – Czarownica
- Margareta Pogonat – matka młodzieńca
- George Motoi – ojciec młodzieńca

## Wersja polska
Wersja polska: Studio Opracowań Filmów w Łodzi

Reżyseria: Romuald Drobaczyński

Wystąpili:
- Zbigniew Bielski – młodzieniec
- Barbara Marszałek – królewna Zina
- Mirosław Szonert – król Krainy Młodości
- Halina Pawłowicz – królowa Krainy Młodości
- Janusz Kubicki – książę Krainy Kłamstwa
- Sławomir Misiurewicz – król Krainy Kłamstwa
- Helena Wilczyńska – czarownica
- Antoni Żukowski – Dziadek Czas

Źródło: 

## Produkcja
Zdjęcia trwały od 12 sierpnia 1968 do 13 lutego 1969 i były kręcone w Bran, Plaiul Foii, Zărnești, Cheile Bicazului i na rumuńskim wybrzeżu. Tworzono również dekoracje w radzieckiej wytwórni filmowej Mosfilm. Koszty produkcji wyniosły 6,14 mln lejów.

## Odbiór

### Premiera
Kraina wiecznej młodości miała premierę 4 sierpnia 1969 roku.
Polska premiera odbyła się w sierpniu 1970 roku i film był dystrybuowany z rumuńskim krótkometrażowym filmem animowanym Trafiła kosa na kamień (rum. Orice naş îşi are naşul) z 1968 roku.

### Wynik finansowy i recenzje
Według rejestru prowadzonych przez Centrul Național al Cinematografie film obejrzało 2,7 mln widzów w rumuńskich kinach.
Tudor Caranfil w Dicționar de filme românești pisał, że „film nie jest prostą adaptacją baśni zebranej przez Petre Ispirescu, ale raczej kwintesencją rumuńskiej baśni ludowej. Autorka pokazuje z pomysłowością wymyślanie ludowej abstrakcji, komentując i tłumacząc popularne kinematograficznie wyrażenia (...) Już sam obraz tego latającego ogiera, który otwiera napisy końcowe, zawiera coś z wiecznej gorliwości rumuńskiej baśni”.

### Nagrody[8]
- 1969: Nagroda Specjalna Jury na Międzynarodowym Dziecięcym Festiwalu Filmowym w Moskwie
- 1969: Złota Płyta na Festiwalu Filmowym w Teheranie
- 1969: Złoty Medal za Najlepszy Obraz na Festiwalu Filmowym w La Placie